# 荆利九
荆利九（1914年—1980年1月13日），本名荆作顺，河南孟州人，中华人民共和国政治人物。

## 生平
荆利九于1914年出生在河南孟县，1938年8月加入中国共产党，并参加了中共领导的多项抗日运动，担任中共孟县县委常委等职。1939年，荆利九赴延安陕北公学学习，其后被派往陕甘宁边区安塞保育院小学任教导主任。1945年抗日战争结束后，于1946年赴河南济源县原昌村成立的豫北中学担任教导主任，10月随校迁往山西。
1949年随中国人民解放军长江支队南下，抵达福建省，担任福鼎县县长、县委书记，以及福安地委、闽侯地委等共产党职务。1966年后，因文化大革命受到冲击。

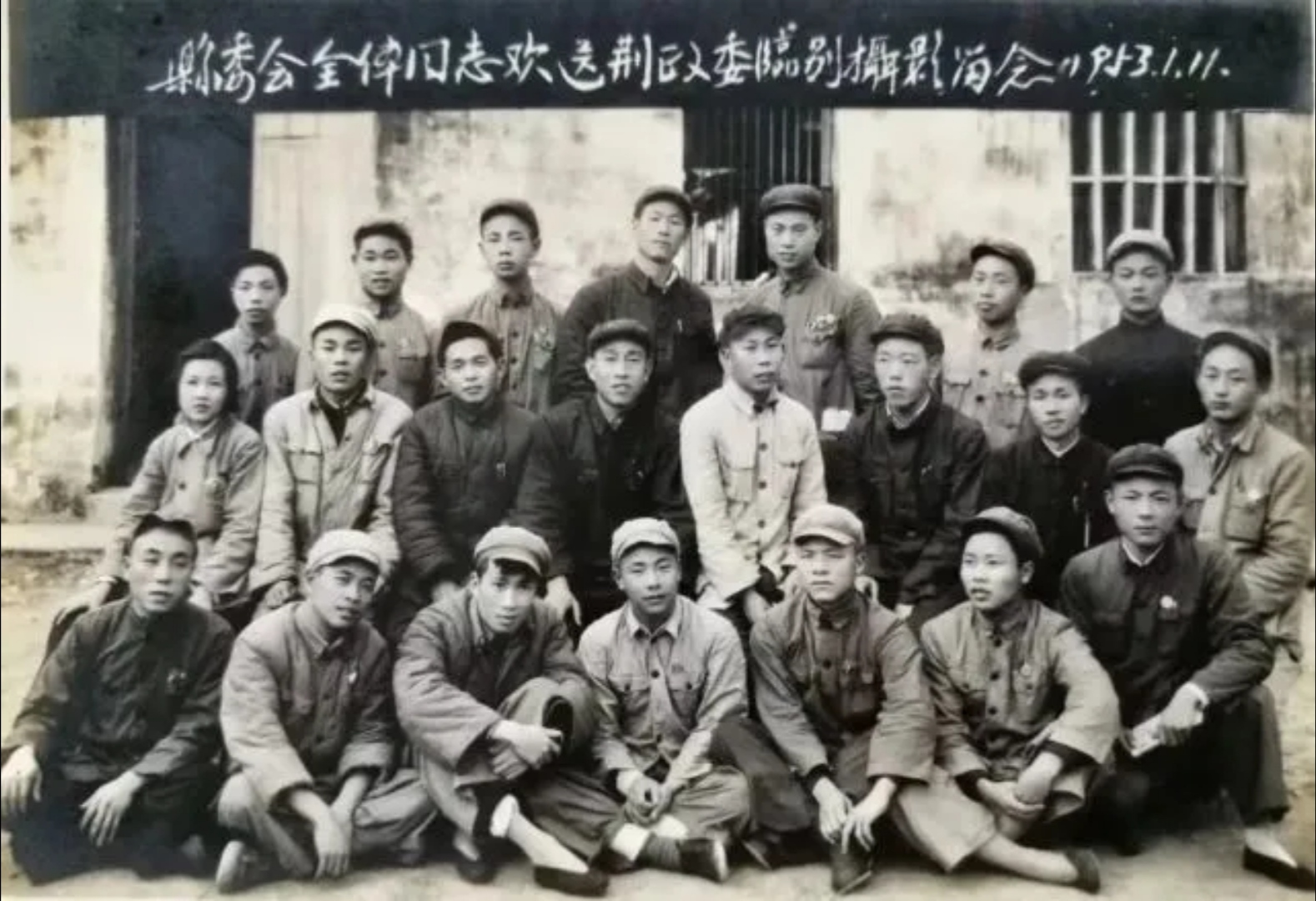
1953年中共福鼎县委领导合影，荆利九位于中排左起第五位。

文革后期复出，担任莆田地区革命委员会副主任，1979年任中共莆田地委副书记、专员。1980年1月13日，因病逝世于北京，享年66岁，其地委副书记与行署专员的头衔一直被保留至4月。

## 家庭
荆利九与其妻育有一子，因出生于福鼎而取名荆福生，其妻病逝于1998年4月，孙女荆薇罹患非何杰金氏淋巴瘤于同年6月逝世。2005年荆福生因贪腐而被中纪委双规。